# برينت أشلي
برينت أشلي (بالإنجليزية: Brent Ashley)‏ هو موسيقي أمريكي، ولد في 9 أبريل 1984 في أتلانتا في الولايات المتحدة.

## وصلات خارجية
- برنت أشلي على موقع ميوزك برينز (الإنجليزية)
- برنت أشلي على موقع أول ميوزيك (الإنجليزية)
- برنت أشلي على موقع ديسكوغز (الإنجليزية)